# Melaloncha inversa
Melaloncha inversa är en tvåvingeart som beskrevs av Brown 2005. Melaloncha inversa ingår i släktet Melaloncha och familjen puckelflugor. Inga underarter finns listade i Catalogue of Life.